# Geophis turbidus
Geophis turbidus — вид змій родини полозових (Colubridae). Ендемік Мексики.

## Поширення і екологія
Geophis turbidus мешкають в горах Східної Сьєрра-Мадре на півночі штату Пуебла.